# Wallace S. Pitcher

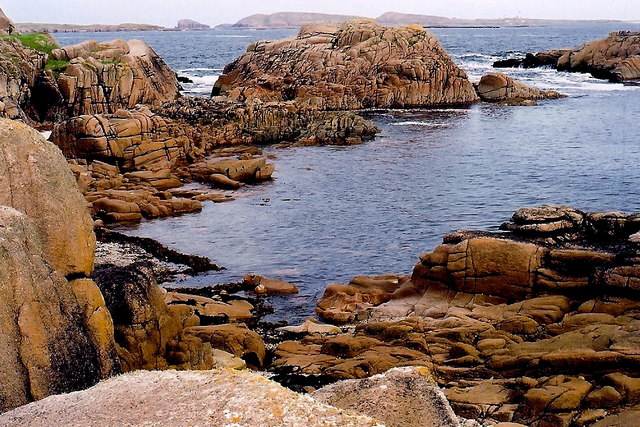
Granitfelsen The Rosses, County Donegal

Wallace Spencer „Wally“ Pitcher (* 3. März 1919 in London; † 4. September 2004 auf Wirral) war ein britischer Geologe und Petrograph, der sich vor allem mit Granit befasste und dafür als der führende Experte in Großbritannien galt.

## Leben
Pitcher studierte, unterbrochen vom Wehrdienst im Zweiten Weltkrieg beim Royal Army Medical Corps, am Chelsea College in London Geologie und Chemie mit dem Abschluss 1947, wobei er hauptberuflich als chemischer Analytiker arbeitete. Als Demonstrator am Imperial College London unter Herbert Harold Read begann er bald darauf mit dem Studium der Granite in County Donegal in Irland, was ihn rund 25 Jahre beschäftigen sollte und wozu er neue schnelle petrographische Analysemethoden für Silikate basierend auf Kolorimetrie und Flammen-Photometrie entwickelte. Mit vielen Mitarbeitern leitete er die petrographische Kartierung der Granite und umgebenden metamorphen Gesteine in Donegal und darüber hinaus nach Connemara und Schottland. Ursprünglich diente das von Read initiierte Projekt dazu, dessen von der herrschenden Lehrmeinung abweichende Granitisierungs-Theorie (Umwandlung umgebender Gesteine durch granitische Schmelzen in Granite) zu beweisen, es stellte sich dann aber heraus, dass die Donegal-Granite alle aus magmatischer Schmelze stammten. Die Ergebnisse der langjährigen Studie wurden 1972 veröffentlicht.
1950 wurde er Lecturer am Imperial College, 1951 wurde er promoviert (Ph. D.) und 1955 wurde er Reader am King’s College London. 1962 bis zur Emeritierung 1981 war er Professor an der University of Liverpool (George Herdman Professor). 1962 bis 1978 stand er der Geologie-Fakultät vor. Neben den Graniten in Donegal untersuchte er auch zum Beispiel den Granit-Batholith der peruanischen Anden (mit John Cobbing) und danach weltweit Granite rund um den Pazifik.
1977/78 war er Präsident der Geological Society of London. Er war Fellow der Royal Society of Edinburgh (1993). 1979 erhielt er die Murchison Medal, 1963 die Bigsby Medal und 1956 erhielt er den Lyell Fund. Er war Gründungsmitglied der Institution of Geologists und erhielt 1983 deren Aberconway Medal. 1964 wurde er Ehrendoktor in London (D. Sc.), 1983 in Dublin und 1993 an der Universität Paris-Süd. 1982 wurde er Ehren-Fellow der Geological Society of America. 1964 erhielt er die Silber-Medaille der Liverpool Geological Society und 1986 die Medaille der Universität Helsinki.

## Schriften
- The Geology of Donegal: A Study of Granite Emplacement and Unroofing, Pitcher and Berger, 1972
- The Nature and Origin of Granite, Chapman and Hall, 1993, 2. Auflage 1997
- Magmatism at a Plate Edge: The Peruvian Andes, 1985